# Gropeni
Gropeni is een Roemeense gemeente in het district Brăila.
Gropeni telt 3356 inwoners.